# موسیقی دوازده‌نغمه‌ای

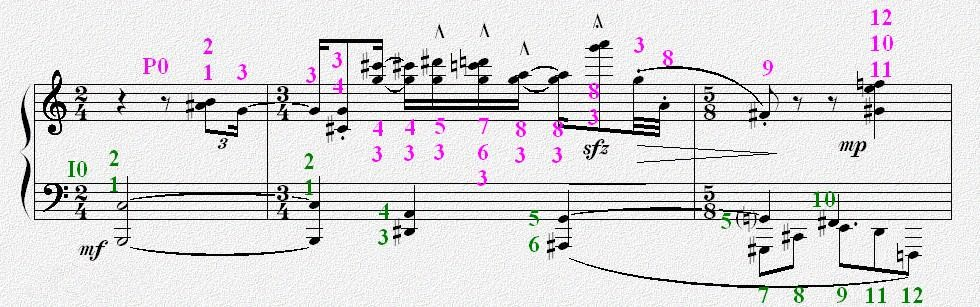
مثالی برای استفاده از تکنیک دوازده نغمه‌ای و توضیح این نظریه

موسیقی دوازده‌نغمه‌ای یا دودکافونیک (Dodecaphonic) روشی در موسیقی است که در آن آهنگساز در نظام خاصی می‌کوشد که تمام اصوات دوازده‌گانه را، با اهمیتی برابر، به کار گیرد. در این روش همه ۱۲ نت گام کروماتیک اهمیت یکسانی دارند. به عبارت دیگر در این روش، بر برابر بودن تأکیدی روی هر صوت تکیه می‌شد.
این روش را آرنولد شونبرگ آهنگ‌ساز و نظریه‌پرداز اتریشی ابداع کرد.